# Ližnjan
Ližnjan (italijansko Lisignano) je istrsko naselje na Hrvaškem, na skrajnem jugu istrskega polotoka,
sedež istoimenske občine, ki upravno spada pod Istrsko županijo.
Pod Ližnjansko občino spada tudi vasica Šišan, in letališče Pula, sosednji občini sta Medulin in Pulj.

## Lokacija
Naselje je od Pulja je oddaljeno okoli 12 km. Ob cesti, ki vodi do svetilnika na rtu Marlera leži zalivček Kuje, ki je znan po lepi plaži in zgodnjekrščanskih arheoloških najdbah. Nad zalivčkom stoji leta 1714 zgrajena kapela Majke Božje od Kuj. V temeljih kapele je večbarven talni mozaik iz 5. stoletja. Tu sta še kapitel in villa rustica prav tako iz 5. stoletja.
Ližnjan, popis 1991; skupaj: 763

## Demografija
| Pregled števila prebivalcev po letih | Pregled števila prebivalcev po letih | Pregled števila prebivalcev po letih | Pregled števila prebivalcev po letih | Pregled števila prebivalcev po letih | Pregled števila prebivalcev po letih | Pregled števila prebivalcev po letih | Pregled števila prebivalcev po letih | Pregled števila prebivalcev po letih | Pregled števila prebivalcev po letih | Pregled števila prebivalcev po letih | Pregled števila prebivalcev po letih | Pregled števila prebivalcev po letih | Pregled števila prebivalcev po letih | Pregled števila prebivalcev po letih |
| ------------------------------------ | ------------------------------------ | ------------------------------------ | ------------------------------------ | ------------------------------------ | ------------------------------------ | ------------------------------------ | ------------------------------------ | ------------------------------------ | ------------------------------------ | ------------------------------------ | ------------------------------------ | ------------------------------------ | ------------------------------------ | ------------------------------------ |
| 1857                                 | 1869                                 | 1880                                 | 1890                                 | 1900                                 | 1910                                 | 1921                                 | 1931                                 | 1948                                 | 1953                                 | 1961                                 | 1971                                 | 1981                                 | 1991                                 | 2001                                 |
| 364                                  | 448                                  | 517                                  | 582                                  | 683                                  | 916                                  | 825                                  | 864                                  | 790                                  | 737                                  | 703                                  | 642                                  | 646                                  | 763                                  | 989                                  |